# Interdit d'amour

Interdit d'amour (Interdit d'amour) est un téléfilm français réalisé par Catherine Corsini, diffusé en 1992.

## Synopsis
Emmanuel Brémont, un garçon d'une dizaine d'années, subit jour après jour la folie destructrice de sa mère. La jeune femme, caissière dans un supermarché, déteste son fils et ne se prive pas pour lui dire. Un vendredi soir, madame Brémont décide de partir en week-end. Emmanuel, lui, attendra sa mère dans l'appartement, enfermé à double tour dans le placard de la cuisine.

## Fiche technique
- Titre : Interdit d'amour
- Titre anglais : No love
- Réalisation : Catherine Corsini, assistant : Alain Baudy
- Scénario : Catherine Corsini, Dominique Lancelot et Jean-Louis Tribes
- Production : Françoise Bertheau-Guillet, Christian Charret et Simone Girard
- Société de production : Gaumont
- Musique : René-Marc Bini
- Photographie : Élizabeth Prouvost
- Montage : Marie-Louise Gesbert
- Décors : Philippe Chiffre et Philippe Hezard
- Costumes : Eliane Biseau
- Pays d'origine : France
- Tournage : 1992
- Format : Couleurs - 1,35:1 - Dolby Surround - 35 mm
- Genre : Drame
- Durée : 90 minutes
- Date de diffusion : 28 Octobre 1992 sur M6

## Distribution
| - Maxime Leroux : Jean - Nathalie Richard : Mme Brémont - Christine Murillo : Monique - Maxime Dejode : Emmanuel - Elisabeth Macocco - Azize Kabouche - Jean-Claude Bourbault - Manuela Gourary | - Pierre-Alain Chapuis - Daniel Berlioux - Christine Brücher - Réginald Huguenin - Jean-Marie Blin - Gérard Sergue - Jean Dell |